# Erich Gustaf Boije
Erich Gustaf Boije af Gennäs, född 1702,  död 19 januari 1751 i Skällviks församling, Östergötlands län, var en svensk politiker och hovjägmästare, bror till Hans Henrik Boije, kusin till Karl Gustaf Boije, farfar till Johan Ludvig Johansson Boije.

## Biografi
Erich Gustaf Boije af Gennäs föddes 1702. Han var son till Anders Boije och Elsa Christina von Liewen. Boije blev 1717 volontär vid Östgöta kavalleriregemente, 1717 korpral, 24 juli 1719 sekundkornett, 7 september 1719 premiärkornett och 5 maj 1733 löjtnant. Han blev 22 mars 1737 kornett vid adelsfaneregementet, 12 april 1738 överjägmästare i Östergötland och fick senare hovjägmästares titel. Han blev 5 februari 1747 hovjägmästare och överjägmästare i Jönköpings län. Tog 1749 avsked från överjägmästaretjänsten. Boije avled 1751 på Degerhov i Skällviks socken och begravdes i Skällviks kyrka.
Boije var på 1740-talet en av mössornas drivande krafter, och särskilt verksam som röstvärvare. I sitt partis anda uppträdde han mot sekreta utskottets växande maktanspråk, propagerade 1743 för den danske kronprinsens val till svensk tronföljare och stod vid 1746/47 års riksdag i nära förbindelse med ryske ministern. Boije gjorde ett försök att tillverka porslin på sina ägor, ett försök som inte föll särskilt väl ut, och driften måste inställas.

### Familj
Boije gifte sig 14 februari 1722 på Sättra säteri i Röks socken med Christina Charlotta von Snoilsky (1700–1770), dotter av hovjunkaren Johan Ernst von Snoilsky och Christina Regina von Beijer. De fick tillsammans barnen kaptenen Johan Gustaf Boije (1723–1785) vid Spens regemente, Anders Boije (1724–1749), kaptenen Göran Boije (1725–1785) vid Drottningens livregemente i Stralsund, kaptenen Erik Ernst Boije (1727–1784) vid Österbottens regemente, löjtnanten Carl Vilhelm Boije (1730–1784) vid flottan, Hedvig Christina Boije (1731–1800) som var gift med översten Adam Ludvig Boije, landshövdingen Fredrik Boije (1732–1809) och regementskvartermästaren Bengt Axel Boije (1734–1808) vid Björneborgs regemente.